# Fenestra antorbitalis

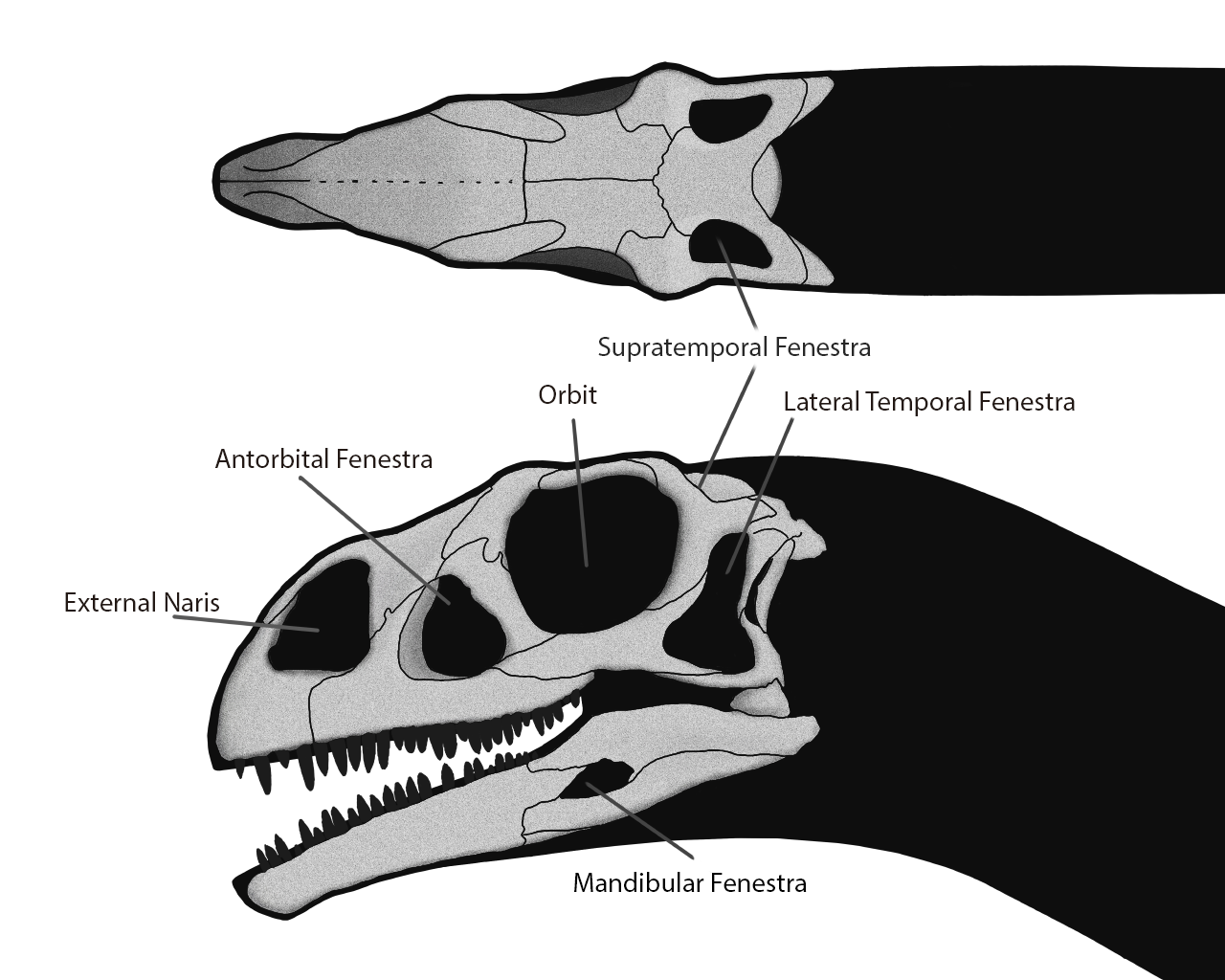
Schädelfenster des Saurischiers Massospondylus

Die Fenestra antorbitalis (auch Präorbitalfenster oder Antorbitalfenster genannt) ist ein Schädelfenster bei Landwirbeltieren aus der Gruppe Archosauria. Sie befindet sich auf der Seite des Schädels zwischen der Augenhöhle (Orbita) und der Nasenöffnung (Naris externa). Sie findet sich bei heutigen Vögeln, ist bei heutigen Krokodilen aber geschlossen. Die Fenestra antorbitalis befindet sich innerhalb einer Schädelgrube (Fossa), der Fossa antorbitalis. Sie beherbergt die antorbitalen Nasennebenhöhlen. Der Name Fenestra antorbitalis setzt sich aus den Wörtern ante („vor“) und Orbita („Augenhöhle“) zusammen und weist auf die Lage des Fensters vor den Augenhöhlen.
Lange galt die Fenestra antorbitalis als gemeinsam abgeleitetes Merkmal (Synapomorphie) der Archosauria, wurde also zur Abgrenzung dieser Gruppe herangezogen. Heute gilt die Fenestra antorbitalis als Synapomorphie einer etwas umfassenderen Gruppe, der Archosauriformes. Die Fenestra antorbitalis hat sich in der Evolution der Archosauria mindestens 10 Mal unabhängig voneinander geschlossen – so bei verschiedenen Gruppen der Krokodilverwandten (Crocodylomorpha), bei den meisten Gruppen der Vogelbeckensaurier (Ornithischia) sowie bei manchen Vögeln, beispielsweise einigen Eulen.
Bei Echsenbeckensauriern (Saurischia) ist das Antorbitalfenster häufig sehr groß und manchmal größer als die Augenhöhle. In fortgeschrittenen Theropoden (Fleisch fressenden Dinosauriern) finden sich häufig zusätzliche, kleinere Schädelfenster, die unmittelbar vor die Fenestra antorbitalis innerhalb der Fossa antorbitalis liegen – das Maxillarfenster sowie das Promaxillarfenster.